# Tunic
Tunic é um jogo do gênero ação-aventura lançado em 2022 desenvolvido pela Isometricorp Games e publicado pela Finji. O jogo se passa em um mundo de fantasia em ruínas, onde o jogador controla uma raposa antropomórfica em uma expedição para libertar um espírito de raposa em um cristal. O jogador descobre a jogabilidade e o cenário explorando e encontrando páginas de um manual que oferece pistas, desenhos e anotações. A história de fundo é obscura; a maioria do texto é fornecida em um sistema de escrita construído que não se espera que o jogador decifre. A perspectiva isométrica de Tunic esconde vários caminhos e segredos. 

## Jogabilidade
Tunic é um jogo de ação-aventura com foco na exploração e no achado dos inúmeros segredos escondidos no jogo. O jogador controla uma raposa antropomórfica, que surge em uma praia sem nenhum equipamento ou instrução, cabendo ao jogador explorar a ilha para conseguir progredir o jogo.

## Recepção
Tunic recebeu críticas muito positivas, pelos gráficos e jogabilidade. Muitas das críticas do jogo mencionavam a dificuldade irregular e a possibilidade do jogador se sentir preso em uma parte do jogo.
| Pontuação agregada     | Pontuação agregada                          |
| Agregador              | Pontuação                                   |
| ---------------------- | ------------------------------------------- |
| Metacritic             | (NS) 88(PC) 85 (XONE) 85 (PS5) 86 (XSXS) 85 |
| Pontuação de avaliação |                                             |
| IGN                    | 9/10                                        |
| PCGamer                | 86/100                                      |
| GameSpot               | 9/10                                        |
| Destructoid            | 9/10                                        |
| GameVicio              | 9/10                                        |

| Prêmio                                          | Categoria                                        | Resultado        | Referência   |
| ----------------------------------------------- | ------------------------------------------------ | ---------------- | ------------ |
| 2022 Golden Joystick Awards                     | Melhor Jogo Indie                                | Nomeado          | [ 9 ] [ 10 ] |
| The Game Awards 2022                            | Melhor Jogo Independente                         | Nomeado          | [ 11 ]       |
| The Game Awards 2022                            | Melhor Jogo Ação-Aventura                        | Nomeado          | [ 11 ]       |
| The Game Awards 2022                            | Melhor Jogo Indie Estreante                      | Nomeado          | [ 11 ]       |
| Vigésimo sexto D.I.C.E. Awards Anual            | Jogo de Aventura Do Ano                          | Nomeado          | [ 12 ]       |
| Vigésimo sexto D.I.C.E. Awards Anual            | Realização Excepcional Para um Jogo Independente | Ganhou           | [ 12 ]       |
| Vigésimo sexto D.I.C.E. Awards Anual            | Realização Excepcional em Design de Jogos        | Nomeado          | [ 12 ]       |
| Vigésimo sexto D.I.C.E. Awards Anual            | Realização Excepcional na Direção do Jogo        | Nomeado          | [ 12 ]       |
| Vigésimo terceiro Game Developers Choice Awards | Jogo do Ano                                      | Nomeado          | [ 13 ]       |
| Vigésimo terceiro Game Developers Choice Awards | Melhor Arte Visual                               | Menção Honorável | [ 13 ]       |
| Vigésimo terceiro Game Developers Choice Awards | Melhor Design                                    | Nomeado          | [ 13 ]       |
| Vigésimo terceiro Game Developers Choice Awards | Melhor Estréia                                   | Nomeado          | [ 13 ]       |
| Vigésimo terceiro Game Developers Choice Awards | Melhor Áudio                                     | Menção Honorável | [ 13 ]       |
| Independent Games Festival                      | Grande Prêmio Seumas McNally                     | Nomeado          | [ 14 ]       |
| Independent Games Festival                      | Excelência em Artes Visuais                      | Nomeado          | [ 14 ]       |
| Independent Games Festival                      | Excelência em Áudio                              | Nomeado          | [ 14 ]       |
| Décimo nono British Academy Games Awards        | Realização Artística                             | Ganhou           | [ 15 ]       |
| Décimo nono British Academy Games Awards        | Realização de Áudio                              | Nomeado          | [ 15 ]       |
| Décimo nono British Academy Games Awards        | Jogo Estreante                                   | Ganhou           | [ 15 ]       |
| Décimo nono British Academy Games Awards        | Design de Jogos                                  | Nomeado          | [ 15 ]       |
| Décimo nono British Academy Games Awards        | Música                                           | Nomeado          | [ 15 ]       |